# هربرت هيل (لاعب كرة قاعدة)
هربرت هيل (بالإنجليزية: Herbert Hill)‏ هو لاعب كرة قاعدة أمريكي، ولد في 19 أغسطس 1891 في دالاس في الولايات المتحدة، وتوفي في 1 سبتمبر 1970 في فارمرز برانش في الولايات المتحدة.

## وصلات خارجية
- هربرت هيل على موقعبيزبول رفرنس.كوم (الدوري الرئيسي) (الإنجليزية)
- هربرت هيل على موقعبيزبول رفرنس.كوم (الدوري الثانوي) (الإنجليزية)